# Březské
Březské település Csehországban, a Žďár nad Sázavou-i járásban. Březské Vlkov, Březí, Katov, Velká Bíteš, Křižínkov, Níhov, Křoví és Nové Sady településekkel határos. Lakosainak száma 185 fő (2024. január 1.).

## Népesség
A település lakosságának változását az alábbi diagram mutatja:
| Lakosok száma | 295  | 317  | 321  | 200  | 176  | 197  | 180  | 173  | 175  | 185  |
|               | 1869 | 1900 | 1921 | 1961 | 1980 | 2011 | 2016 | 2019 | 2021 | 2024 |